# زين الدين رضوان
زين الدين أبو النَّعيم رضوان بن محمد بن يوسف بن سلامة بن البهاء بن سعيد العتبي الشافعي المستملي المصري البارع، مفيد القاهرة (769-852هـ).
ولد في رجب سنة تسع وستين وسبعمائة بمينة عقبة الجيزة، ونشأ بها، ثم دخل القاهرة، واشتغل بها في عدة علوم، وتلا بالسبع على الإمام نور الدّين الدّميري المالكي سبع ختمات، ثم بالسبع، وقراءة يعقوب على الشمس الغماري، وأجاز له، ثم بالثمان المذكورة على ركن الدّين الأشعري المالكي. وتفقه بالشّمس العراقي، والشمس الشّطنوفي، والشمس القليوبي، والصّدر الأمشيطي، والعزّ بن جماعة، وغيرهم. وأخذ النحو عن شمس الدّين الشّطّنوفي، والغماري، والشمس البساطي. وكتب عن الزّين العراقي مجالس كثيرة من أماليه، وسمع الحديث من التّقي بن حاتم، والبرهان الشامي، وابن الشّحنة، وخلائق. ثم حبّب إليه الحديث، فلازم السماع من أبي الطّاهر بن الكويك، فأكثر عنه، ولازم الحافظ ابن حجر، وكتب عنه الكثير، وتفقه به أيضاً، وحجّ ثلاث حجّات، وجاور مرتين.
وسمع بمكّة من الزّين المراغي وغيره، وخرّج لبعض الشيوخ ولنفسه «الأربعين المتباينات» وغير ذلك.
قال ابن العماد الحنبلي: «كان ديّناً، خيّراً، متواضعاً، غزير المروءة، رضي الخلق، ساكناً، بشوشاً، طارحاً للتكلّف، سليم الباطن».

## وفاته
توفي عصر يوم الاثنين ثالث رجب سنة 852هـ بالقاهرة.